# Тельма Фінлейсон
Те́льма Фі́нлейсон (англ. Thelma Finlayson, при народженні — Ґрін (англ. Green); 29 червня 1914  — 15 вересня 2016 ) — канадійська  науковиця-ентомолог. Фінлейсон була однією з перших жінок, що працювали в дослідницькому відділі федерального уряду, і була першим професором Університету Саймона Фрейзера (УСФ), до свого виходу на пенсію 1979 року.

## Життєпис
Тельма Ґрін народилася 29 червня 1914 року. 1932 року здобула ступінь бакалавра мистецтв з біології в Торонтському університеті. Пізніше, 1971 року, вона отримала атестацію з таксономії та біологічного контролю, а 1996 року — ступінь магістра права від Університету Саймона Фрейзера.
Після закінчення школи Тельма Ґрін намагалася знайти роботу в паразитній лабораторії «Домініон», але отримала відмову через те, що була жінкою. Зрештою Ґрін переконала керівників лабораторії передумати, і стала однією з перших жінок-науковиць, які ввійшли до федеральної дослідницької галузі. Спочатку вона працювала там як волонтерка і не отримувала зарплатні, пізніше почала заробляти 50 доларів на місяць, працюючи зокрема у вихідні та святкові дні. Праця Тельми в лабораторії була нетривалою, позаяк вона вийшла заміж за колегу-ентомолога Роя Фінлейсона, і її попросили звільнитись. Це було того самого часу, коли закінчилася Друга світова війна, і жінки були переміщені з робочої сили. Оскільки її чоловік був хронічно хворим і не працював, вона відмовилась покидати роботу та створила прецедент з прав людини для Федеральної державної служби про її право на працю. 1964 року її підвищили до наукової співробітниці.
Фінлейсон працювала в «Домініоні» до 1967 року, коли переїхала до Ванкувера, що в Британській Колумбії. Вона стала першою жінкою-викладачкою Університету Саймона Фрейзера на катедрі біологічних наук. Працюючи в Університеті, вона допомогла заснувати Осередок боротьби зі шкідниками; згодом два види комах було названо на її честь: дубова міль (лат. Anisota finlaysoni) та оса (лат. Mesopolobus finlaysoni). Фінлейсон була асистенткою і кураторкою ентомології, 1976 року її було підвищено до професора. Вона також була директором та президентом Ентомологічного товариства Британської Колумбії. Після виходу на пенсію вона стала першим заслуженим професором Університету Саймона Фрейзера.
Попри пенсію, Фінлейсон продовжувала співпрацювати з Університетом Фрейзера. 1983 року її було призначено спеціальною радницею в Академічному консультативному осередку УСФ. Цю посаду вона обіймала до 2012 року. Вона також заснувала катедру Фінлейсон з біологічного контролю. 2005 року Фінлейсон отримала орден Канади. Два роки по тому, 2007-го, вона отримала нагороду від Світового християнського об'єднання молодих жінок (англ. YWCA Women of Distinction). 2010 року Тельма Фінлейсон стала лавреаткою Канцлерської премії за добірну працю. 2012 року УСФ вшанував Фінлейсон, назвавши новий студентський осередок на її честь. Наступного року вона була обрана членом Ентомологічного товариства Онтаріо.
Фінлейсон померла 15 вересня 2016 року.